# 石奢
石奢（？—？），春秋时期楚国大臣，楚昭王的相（令尹）、循吏。

## 生平
石奢为官坚直廉正，无所阿避。有杀人的人，追之上去一看是自己的父亲。放走其父，归还自请罪。
石奢派人对楚王说：“杀人者，臣之父也。夫以父立政，不孝也；废法纵罪，非忠也；臣罪当死。”楚昭王说：“追而不及，不当伏罪，子其治事矣。”石奢回答：“不私其父，非孝子也；不奉主法，非忠臣也。王赦其罪，上惠也；伏诛而死，臣职也。”石奢遂不受令，自刎而死。

## 延伸阅读
[在维基数据编辑]
 《史記/卷119》，出自司馬遷《史記》